# 利物浦伯爵
利物浦伯爵（Earl of Liverpool）头衔在英国历史上被授了两次。第一次是在1796年大不列颠贵族院授于了霍克斯伯里男爵查尔斯·詹金逊，乔治三世国王的宠臣。这个头衔在1851年断绝。1905年利物浦伯爵被重新授给了前第三代伯爵的孙子。
现任伯爵拥有附属头衔霍克斯伯里子爵（Viscount Hawkesbury）（1905年）和霍克斯伯里男爵（Baron Hawkesbury）（1893年）。

## 利物浦伯爵 (1796年授)
- 查尔斯·詹金逊 (1729年-1808年)

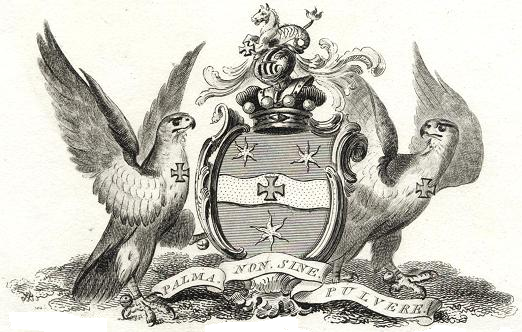
利物浦伯爵族徽.

- 罗伯特·班克斯·詹金逊 (1770年-1828年)
- 查尔斯·塞西尔·科普·詹金逊 (1784年-1851年)

## 利物浦伯爵 (1905年授)
- 塞西尔·乔治·萨维尔·福尔贾姆 (1846年-1907年)
- 亚瑟·威廉·德布里托·萨维尔·福尔贾姆 (1870年-1941年)
- 杰拉尔德·威廉·弗雷德里克·萨维尔·福尔贾姆 (1878年-1962年)
- 罗伯特·安东尼·爱德华·圣安德鲁·萨维尔·福尔贾姆 (1887年-1969年)
- 爱德华·彼得·贝特拉姆·萨维尔·福尔贾姆 (b. 1944年)

他的继承人: 儿子霍克斯伯里子爵卢克·福尔贾姆生于1972年3月25日